# Robert Moreno
Robert Moreno González (sinh ngày 19 tháng 9 năm 1977) là huấn luyện viên bóng đá người Tây Ban Nha.

## Sự nghiệp
Sinh ra ở L'Hospitalet deinoisbregat, Barcelona, Catalonia, Moreno bắt đầu quan tâm đến việc huấn luyện ở tuổi 14, khi giáo viên thể dục của ông yêu cầu ông hỗ trợ trong các lớp học. Năm 16 tuổi, ông bắt đầu quản lý đội Alevín của La Florida CF cùng với Antonio Camacho.
Moreno bắt đầu sự nghiệp huấn luyện chuyên nghiệp vào năm 2003, khi ông phụ trách Penya Blaugrana Collblanc. Từ đó, ông đến CE L'Hospitalet, UE Castelldefels  và CF Damm, quản lý các đội trẻ của họ.
Sau khi làm tuyển trạch viên cho FC Barcelona trong mùa giải 2010-11, Moreno làm trợ lý huấn luyện viên dưới thời Luis Enrique tại Roma (2011-12), Celta de Vigo (2013-14) và Barcelona (2014-2017). Mùa 2017-2018, ông làm trợ lý cho Juan Carlos Unzué tại Celta, trước khi tái hợp với Luis Enrique tại đội tuyển quốc gia Tây Ban Nha vào tháng 7 năm 2018.
Ngày 26 tháng 3 năm 2019, Moreno phụ trách đội tuyển quốc gia trong chiến thắng 2-0 trước Malta sau khi Luis Enrique rời khỏi đội tuyển do các vấn đề cá nhân. Ông cũng dẫn dắt Tây Ban Nha trong 2 trận đấu sau đó, đấu với Quần đảo Faroe và Thụy Điển.
Ngày 19 tháng 6 năm 2019, Moreno được bổ nhiệm làm huấn luyện viên trưởng của Tây Ban Nha, sau khi Luis Enrique quyết định từ chức do các vấn đề cá nhân.
Ngày 18 tháng 11 năm 2019, sau khi xuất sắc đưa La Roja vào EURO 2020 thành công bằng chiến thắng 5 - 0 trước Romania tại sân Metropolitano, chức huấn luyện viên trưởng của đội tuyển Tây Ban Nha đã về lại với Luis Enrique dưới sự xác nhận của Chủ tịch Liên đoàn bóng đá Tây Ban Nha - Luis Rubiale, Robert Moẻno không còn là huấn luyện viên trưởng của tuyển Tây Ban Nha, ông sẽ rời đội tuyển mà không trở lại vị trí trợ lý.

## Thống kê sự nghiệp huấn luyện
Tính tới ngày 18 tháng 11 năm 2019.
| Đội                     | Từ                  | Đến                  | Thống kê | Thống kê | Thống kê | Thống kê | Thống kê  | Thống kê | Thống kê | Thống kê        | Tham khảo    |
| Đội                     | Từ                  | Đến                  | Số trận  | Thắng    | Hòa      | Thua     | Bàn thắng | Bàn thua | Hiệu số  | Tỷ lệ thắng (%) | Tham khảo    |
| ----------------------- | ------------------- | -------------------- | -------- | -------- | -------- | -------- | --------- | -------- | -------- | --------------- | ------------ |
| Tây Ban Nha (tạm quyền) | 26 tháng 3 năm 2019 | 10 tháng 6 năm 2019  | 3        | 3        | 0        | 0        | 9         | 1        | +8       | 100,00          | [ 8 ]        |
| Tây Ban Nha             | 19 tháng 6 năm 2019 | 19 tháng 11 năm 2019 | 9        | 7        | 2        | 0        | 29        | 4        | +25      | 077,78          | [ 9 ] [ 10 ] |
| Tổng cộng               | Tổng cộng           | Tổng cộng            | 9        | 7        | 2        | 0        | 29        | 4        | +25      | 077,78          | —            |